# Kostolac
Kostolac (en serbe cyrillique : Костолац) est une ville et une municipalité de Serbie situées sur le territoire de la ville de Požarevac, district de Braničevo. Au recensement de 2011, la ville comptait 9 264 et la municipalité urbaine dont elle est le centre 13 604. 

## Géographie
Kostolac le centre historique de la région de Stig.

## Histoire
Kostolac est situé près de l'ancienne ville romaine de Viminacium, citée  importante de la province de Mésie et capitale de la Mésie supérieure. 
Les fouilles archéologiques ont mis au jour un complexe urbain formé de larges rues, de luxueuses villas, de bains publics et d'un amphithéâtre. Ce complexe a récemment été ouvert au public.

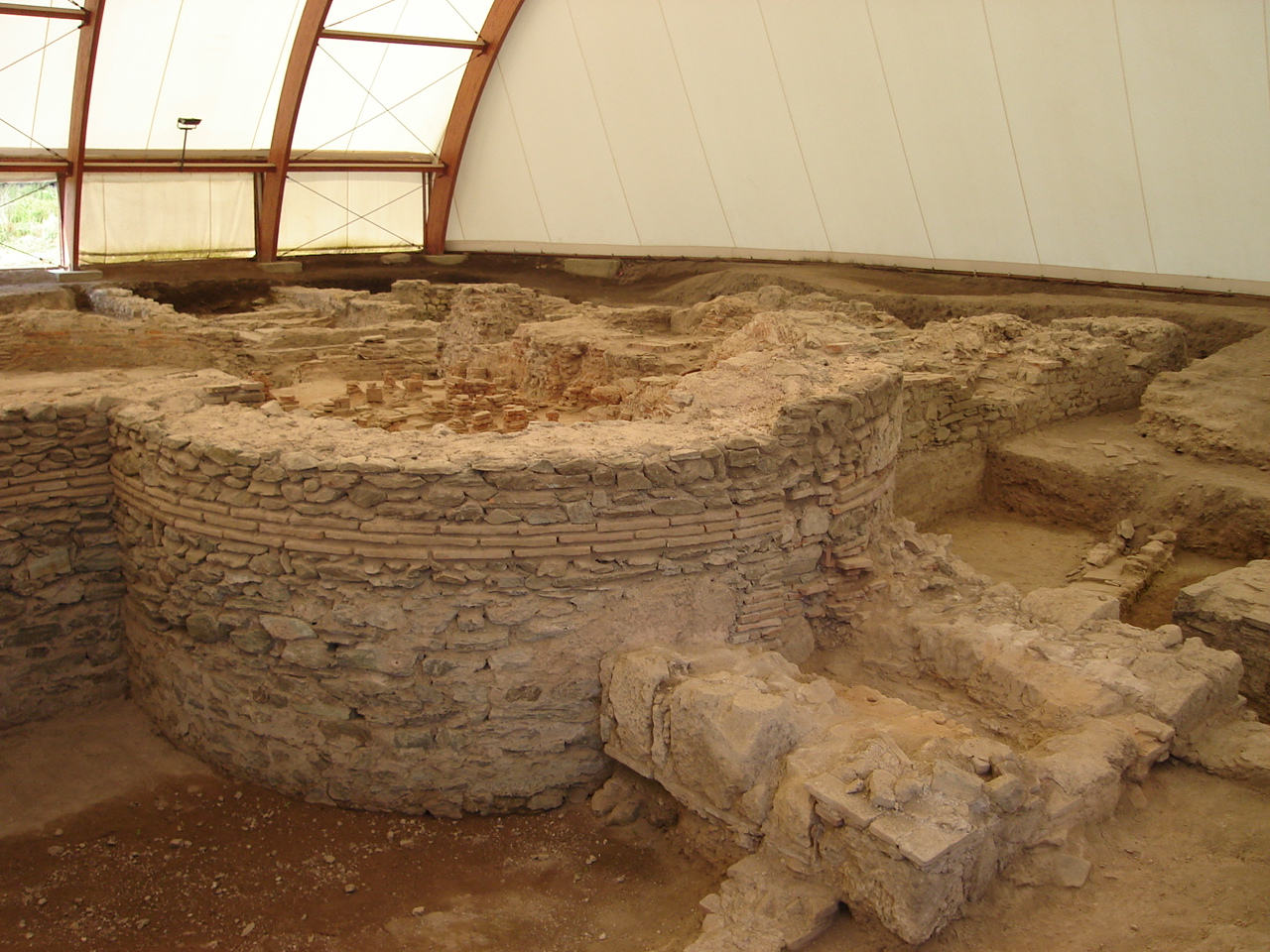
Vestiges de la ville romaine de Viminacium, près de Kostolac

## Localités de la municipalité de Kostolac
La municipalité urbaine de Kostolac, qui fait partie du territoire métropolitain de la ville de Požarevac, compte 5 localités :
- Klenovnik
- Kostolac
- Ostrovo
- Petka
- Selo Kostolac

## Démographie

### Ville

#### Évolution historique de la population
| 1948  | 1953  | 1961  | 1971  | 1981  | 1991   | 2002  | 2011  |
| ----- | ----- | ----- | ----- | ----- | ------ | ----- | ----- |
| 2 946 | 4 332 | 4 981 | 6 678 | 9 274 | 10 365 | 9 313 | 9 264 |

|  |

## Économie
Kostolac est au centre d'un bassin minier d'où l'on extrait du charbon.
La ville possède deux centrales thermiques : 
- TPP « Kostolac A » : 2 unités – capacité totale de 281 MW et production de 716 GWh
- TPP « Kostolac B » : 2 unités – capacité totale de 640 MW et production de 3 027 GWh

Ces centrales thermiques fournissent 11 % de l'électricité produite en Serbie. 

## Transports
Kostolac possède un aéroport situé dans l'enceinte du complexe thermique.